# Castle Neroche
Castle Neroche är ett slott i Storbritannien.   Det ligger i grevskapet Somerset och riksdelen England, i den södra delen av landet, 210 km väster om huvudstaden London. Castle Neroche ligger 273 meter över havet.
Terrängen runt Castle Neroche är platt österut, men västerut är den kuperad. Castle Neroche ligger uppe på en höjd. Runt Castle Neroche är det ganska tätbefolkat, med 155 invånare per kvadratkilometer. Närmaste större samhälle är Taunton, 9,8 km nordväst om Castle Neroche. Trakten runt Castle Neroche består i huvudsak av gräsmarker.